# 弗兰克·麦金尼
弗兰克·麦金尼（英語：Frank McKinney，1938年11月3日—1992年9月11日），美国男子游泳运动员。他曾代表美国参加1956年和1960年夏季奥林匹克运动会游泳比赛，获得一枚金牌、一枚银牌和一枚铜牌。